# Люсиен Бианки
Люсиен Бианки (на френски: Lucien Bianchi) е бивш пилот от Формула 1.
Роден на 10 ноември 1934 година в Милано, Италия.

## Формула 1
Люсиен Бианки прави своя дебют във Формула 1 в Голямата награда на Монако през 1959 година. В световния шампионат записва 19 състезания, като спечелва 6 точки и се качва на 1 подум, състезава се за 5 различни отбора.